# 石敬儒
石敬儒（?—?），后晋高祖石敬瑭的哥哥，为后唐莊宗李存勖的骑将，早亡，其子石重贵被石敬瑭收养为子，就是后来的出帝。出帝即位后，母亲秦国夫人安氏尊为皇太妃，追封父亲（诏书称皇伯）石敬儒为宋王。石敬儒究竟是石敬瑭的亲哥哥还是堂兄，史书没有记载。欧阳修认为如果石敬儒是石敬瑭的亲哥哥，不应该在其他弟弟之后再赠官，更不应该直到石重贵即位后，才追封为宋王。